# Serrat d'en Guineu
El Serrat d'en Guineu és una serra situada al municipi de Navars a la comarca del Bages, amb una elevació màxima de 620 metres.